# Lars Levi Laestadius
Lars Levi Laestadius (Arjeplog, Suècia, 10 de gener de 1800 - Pajala, 21 de febrer de 1861) va ser un pastor luterà suec, amb ancestres paterns i materns al poble sami. Des de mitjan dècada del 1840 va ser líder del Moviment Laestadià. També va ser escriptor, abstemi absolut i destacat botànic.

## Primers anys
Laestadius va néixer en la Lapònia sueca, prop d'Arjeplog a la part muntanyenca occidental de la província de Norrbotten, la província més del nord de Suècia. El seu pare proveïa a la família amb caça, pesca i quitrà vegetal. Era una família pobra, però amb l'ajuda d'un germanastre que era pastor en Kvikkjokk, Lars Levi va poder matricular-se a la Universitat d'Uppsala el 1820, sent un brillant estudiant. A causa del seu interès per la botànica, va ser nomenat assistent en el Departament de Botànica mentre seguia estudiant Teologia. Va ser ordenat ministre luterà el 1825 pel bisbe de Härnösand, Erik Abraham Almquist.
La seva primera parròquia va ser en Arjeplog, Lapònia, i després va treballar com a missioner regional en el Districte de Pite. De 1826 a 1849 va ser vicari a la parròquia de Karesuando de Lapònia, i seguidament va servir a la parròquia de Pajala en Norrbotten des de 1849 fins al seu decés. Abans de mudar-se a Karesuando, es va casar amb una dona lapona, Brita Cajsa Alstadius, i junts van tenir dotze fills.
Agregat als seus deures pastorals, va continuar amb el seu interès per la botànica, i va escriure i publicar un nombre d'articles sobre la vida de les plantes a Lapònia. També va servir com a botànic a La Recherche Expedition francesa: una expedició d'estudis a Samiland (1838-40). A la documentació que va presentar per anar amb l'expedició, escriu una extensa peça de la mitologia lapona titulada Fragments of Lappish Mythology; que no seria publicat en els documents de l'expedició, i per molts anys aquest manuscrit va ser considerat perdut. Diverses parts del manuscrit es van descobrir entre 1933 a 1946. Quan Laestadius va arribar a Karesuando era una plaça amb un impressionant índex de misèria i alcoholisme. La llengua materna de Laestadius era el suec però parlava també l'idioma sami. Després d'un any a Karesuando, ja parlava finès i sami del nord; i habitualment feia els seus sermons en finès que era l'idioma més expandit a l'àrea, encara que a vegades també predicava en sami septentrional i en suec.
Cap a 1833 pateix una malaltia diagnosticada primer com a pneumònia. No obstant això, va aconseguir recuperar-se.
El 1844 Laestadius va conèixer una dona sami de Föllinge anomenada Maria, de nom real Milla Clementsdotter, durant un visita d'inspecció, a Åsele a la Lapònia sueca. Milla pertanyia en un moviment de reviure marcat per influències del pietisme i de la Germanor de Moràvia, i liderat pel pastor Pehr Brandell de la parròquia de Nora en la municipalitat de Kramfors en Ångermanland. Ella li va parlar sobre les seves experiències en les seves jornades cap a una creença vivencial. Va ser una important trobada per Laestadius, en què, segons ell, per primer cop va entendre el secret de la fe viva. Així va tenir una experiència religiosa, escrivint més tard que havia tingut una última visió del camí cap a la vida eterna. Els seus sermons van adquirir, en les seves pròpies paraules, "una nova classe de color" per la qual la gent va començar a respondre. El moviment es va expandir ràpidament a Suècia, Finlàndia, i Noruega. Laestadius es va basar per als seus sermons en la Bíblia.
Va optar a la posició de degà cardenalici de Pajala. Per completar els requisits va necessitar complementar els seus exàmens en Härnösand, fent-ho el 1849, i va ser degà en Pajala i inspector de les parròquies de Lapònia.
A Pajala la resistència a la moral cristiana radical de Laestadius va ser dura, mentre que tenia la seva mala relació amb els altres rectors que ell acusava de pecadors. Per això el bisbe va decidir, el 1853, que hi hauria dos misses en aquesta parròquia, una pels laestadians i l'altra per als altres. Això va contribuir a la conversió del Laestadianisme, com es va anomenar el moviment religiós que liderà, en un moviment amb pròpies lleis, encara que va romandre dins de l'Església de Suècia. Quan Laestadius es va morir el 1861, va ser succeït per Johan Raattamaa com a líder del moviment laestadià.

## L'expedició Recherche (1838-1840)
Va ser convidat per l'almirallat francès a participar en La Recherche Expedició de 1838 a 1840. Així va ser reconegut pels seus coneixements en botànica i en idioma sami, dues característiques que l'expedició necessitava. Laestadius va ser un guia de camp per recórrer les illes i l'interior del nord de Noruega i de Suècia, estudiant tant flora com la cultura dels habitants lapons. Durant aquest projecte i també molt de temps després, Laestadius va començar amb el seu manuscrit: Fragments de Mitologia Lapona descrivint creences tradicionals religioses que serien històriques a causa del programa de cristianització d'aquelles dates. Per diverses raons, aquest manuscrit solament es va publicar en versió íntegra el 1997, més de cent cinquanta anys després de l'expedició.
A causa de la seva participació en aquesta expedició, Laestadius va rebre la medalla de la "Legió d'Honor de França" cap al 1841, esdevenint el primer escandinau a rebre aquest honor.

## Botànica
Laestadius va desenvolupar el seu primer viatge botànic com un estudiant. Més tard la Royal Swedish Academy of Sciences li va solucionar una expedició a Skåne i a la Lapònia sueca per estudiar i realitzar il·lustracions de plantes, que serien després usades en obres de la botànica de Suècia. Va ser internacionalment reconegut com a botànic i va ser membre de la Edinburgh Botanical Society i de la Reial Societat de Ciència de Upsala.

### Eponímia
Espècies, i.g.
- Salix laestadiana Hartm.
- Carex laestadii Holmb.
- Papaver laestadianum Nordh.[5]
- Arnica alpina laest

Lars Levi Laestadius va nomenar nombroses espècies sota l'abreviació Laest.